# Звезда на горе
Звезда на горе́ — рукотворный ориентир в форме звезды на горах Франклина в Эль-Пасо (штат Техас), который включается каждую ночь. Впервые он был зажжён в качестве рождественского украшения в 1940 году и должен был напоминать людям по обе стороны от близлежащей границы между Мексикой и Соединёнными Штатами о том, что в Америке во время курортного сезона царит мир. Её также сравнивали с аналогичной звездой Роанок в Вирджинии. Пятиконечная звезда состоит из 459 лампочек и видна с воздуха на расстоянии до 160 км. Ранее она включалась только во время курортного сезона, но теперь работает круглый год.

## Размеры
Звезда Эль-Пасо имеет размеры 140×85 м. Она состоит из 459 ламп, расположенных на горах Франклина. Плоскость звезды расположена под углом 30 градусов. Поддерживающие её столбы имеют высоту от 3,7 до 4,6 м.
Отель «Star» расположен примерно в 91 м над Scenic Drive, популярным местом в Эль-Пасо для фотографирования городского пейзажа. Звезда видна с воздуха на расстоянии до 160 км, а с земли — на расстоянии до 40-56 км.
По оценкам, стоимость освещения звезды составляла около 8 долларов за ночь в 1981 году и 16 долларов за ночь в 1992 году. Клиенты «El Paso Electric» оплачивали её за счёт незначительной суммы, добавленной к обычным счетам за электричество.

## История
Звезда была впервые зажжена 29 ноября 1940 года в 18:10. Первоначально звезда содержала более чем 300 синих ламп. Она была построена электрической компанией Эль-Пасо, которая надеялась, что звезда «внесёт какой-то вклад в праздничный вид города во время курортного сезона». Первоначальная звезда была всего 15 метров в ширину.
Вскоре после этого была построена более крупная звезда размером 123×91 м и с использованием 300 ламп.
В 1941 году было добавлено ещё 50 лампочек, чтобы заполнить тусклые пятна. В декабре 1946 года звезда была восстановлена после разрушения штормом. Звезда была видна с воздуха с расстояния до 160 км. Эта версия использовала 459 150-ваттных ламп и имела размеры 140×85 м. Её длина больше ширины для учёта искажений, вызванных просмотром с земли. Её также сравнивали с аналогичной звездой Роанок в Вирджинии.
В течение почти 50 лет звезда сияла только в праздничный сезон, за двумя исключениями. Начиная с 1979 года, звезда зажигалась в течение 444 ночей в поддержку американских заложников во время кризиса с заложниками в Иране. После того, как заложники были освобождены, звезда вернулась к своему обычному графику работы. Она также сияла каждую ночь с декабря 1990 года по 21 августа 1991 года, в день, когда последний солдат из Форт-Блисса вернулся с войны в Персидском заливе. Нет чётких записей, указывающих на то, что звезда зажигалась каждый год с 1940 года. Возможно, она была зажжена во время Второй мировой войны, а может, и нет, но многие сходятся во мнении, что с тех пор её зажигали каждый праздничный сезон.
В рамках международного забега по Земле для ЮНИСЕФ 14 декабря 1986 года танзанийский спортсмен Сулейман Ньямбуи передал пламя президенту «El Paso Electric Company» Эверну Уоллу, который окунул его в церемониальный сосуд и одновременно зажёг звезду.
В ноябре 1993 года совместный проект Торговой палаты Большого Эль-Пасо и электрической компании Эль-Пасо привёл к тому, что звезда зажигалась каждую ночь, хотя многие жители Эль-Пасо изначально были против этой идеи. Проект также позволяет частным лицам спонсировать зажигание звезды в честь любимого человека или особого случая.
В 2007 году на реконструкцию звезды было потрачено 32 000 долларов, включая установку новой проводки и осветительных приборов, более надёжных ламп накаливания и системы радиоуправления, позволяющей дистанционно управлять звездой с компьютера или мобильного телефона. Это позволяло легко управлять звездой, не требуя от обслуживающего персонала её физического посещения.
Городское правительство стало владельцем звезды в 2009 году после того, как городской совет проголосовал за то, чтобы принять пожертвование Торговой палатой оборудования и логотипа. В 2010 году городской совет одобрил 50-летний договор аренды с «88 Investments Inc.» — компанией, владеющей землёй, на которой расположена звезда. Вместо того, чтобы платить арендную плату, город будет платить налоги на землю в размере около 1200 долларов в год.
В октябре 2021 года звезда стала ярко-красной в честь нескольких кампаний по обеспечению общественной безопасности, включая Неделю предотвращения пожаров, Национальный месяц информирования о насилии в семье и Неделю Красной ленты.

## Вандализм
Звезда часто подвергается вандализму со стороны нарушителей, и официальные лица говорят, что вандализм был постоянным с тех пор, как звезда появилась. Торговая палата постоянно просила местное сообщество избегать нарушения границ и вандализма в отношении этого символа Эль-Пасо, также отмечая, что этот район контролируется камерами и полицейским управлением Эль-Пасо.
Вандализм в отношении звезды обычно заключается в разбивании лампочек и выбрасывании пустых пивных бутылок на этом месте, что приводит к уголовным преследованиям со стороны полиции Эль-Пасо. Некоторые вандалы также крадут лампочки.